# Icla
Icla è un comune (municipio in spagnolo) della Bolivia nella provincia di Jaime Zudáñez (dipartimento di Chuquisaca) con 7.406 abitanti (dato 2012).

## Cantoni
Il comune è formato dall'unico cantone omonimo suddiviso in 29 subcantoni.